# Dawyck House

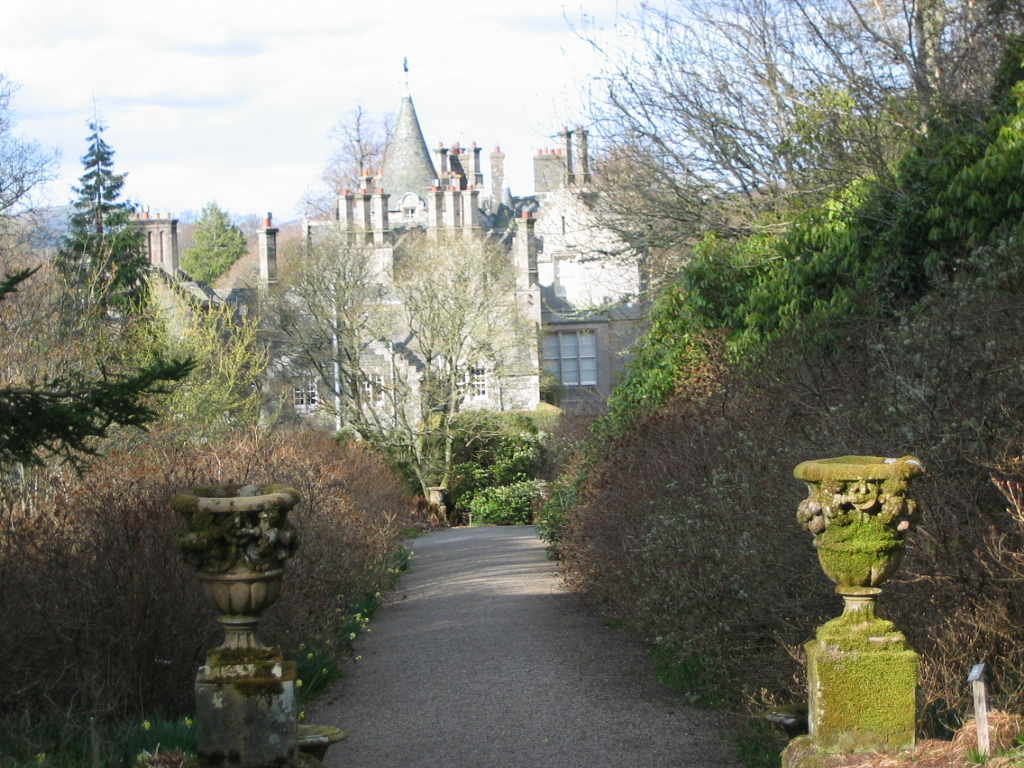
Dawyck House (stan na 2010)

Dawyck House – zabytkowy dwór w Szkocji, położony k. miasta Peebles i ogrodu botanicznego Dawyck Botanic Garden.
Zbudowany na miejscu poprzedniego pałacu w latach 1832 - 1837 dla sir Johna Murray Naysmytha przez architekta Williama Burna. Rozbudowany w latach 1897 - 1898 a następnie 1909. Rozbudową pod koniec XIX wieku kierował John Archibald Campbell a budową na początku XX wieku Sir Robert Stodart Lorimer.